# 牟義都国造
牟義都国造（むげつのくにのみやつこ・むげつこくぞう）は牟義都国（美濃国北中部）を支配した国造。

## 概要

### 表記
『釈日本紀』の引用する『上宮記』に牟義都国造とある他、牟宜都君、身毛津君とも。

### 祖先
- 『古事記』によると、景行天皇の子の大碓命が神大根王の娘の弟比売と密通して誕生した押黒弟日子王が祖という。継体天皇の祖父も同国造の娘を娶ったという。

### 氏族
身毛氏（むげつうじ、姓は君）で、牟下・牟下都・牟下津・牟宜都・牟義・武義・牟宜津氏などとも。後に宿禰を賜るものもいた。
半布里戸籍により、鴨県主との婚姻関係が確認でき、同氏が持っていた水取としての職掌を継承して、元正天皇の美濃国の醴泉への行幸へ供奉したり、その醴泉を都に貢納するなどして、主水の役割を務めるようになった。

## 本拠
国造の本拠は不明であるが、牟義都国造伊自牟良君とあることから美濃国伊自良（現山県市旧伊自良村）を本拠とする説がある。
発掘調査により、7世紀後半の弥勒寺造営に先行する豪族居館と、奈良時代の郡衙に伴う正倉が設置されていたことが明らかになった。また前記『上宮記』（逸文）の伊自牟良を『和名抄』の山県郡出石郷に比定し、伊自良村（現山県市）に当てる説がある。『和名抄』の武芸郡有知郷ともされ、下有知の広域な条里制跡や重竹遺跡の大規模な古代集落跡が見られ、本拠として有力な候補地と見られるが、長良川右岸にある弥勒寺跡からは対岸にあたり、根拠は弱いと見る説もある。

### 支配領域
国造の支配領域は当時牟義都国と呼ばれた地域、後の美濃国武儀郡にあたり、現在の岐阜県関市、美濃市、山県市に相当する。

## 氏神
不明。

### 関連神社
『延喜式神名帳』に記載されないが、由緒に国造との関連が伝えられている。
- 県神社（あがたじんじゃ）
山県市に鎮座する神社。国造の伊自牟良君を県神として祀ったとされる[3]。
- 武芸八幡宮（むげはちまんぐう）
関市に鎮座する神社。国造祖先の大碓命を祀ったのが始まりとされる。

## 氏寺
弥勒寺。

## 人物
- 伊自牟良君（いじむらのきみ）
古墳時代の国造。久留比売命（乎非王の后）の父。
- 身毛君丈夫（むげのきみ ますらお）
雄略天皇の時代の人物。吉備弓削部虚空を吉備下道前津屋の下から呼び戻した。

## 子孫
- 身毛広（むげつのひろ）
飛鳥時代の豪族。大海人皇子の舎人か。壬申の乱で活躍した。